# Maira vanderwulpi
Maira vanderwulpi är en tvåvingeart som beskrevs av Meijere 1913. Maira vanderwulpi ingår i släktet Maira och familjen rovflugor. Inga underarter finns listade i Catalogue of Life.